# Diga di Salanfe
La diga di Salanfe è una diga a gravità situata in Svizzera, nel Canton Vallese, nel comune di Evionnaz.

## Descrizione
Inaugurata nel 1952, ha un'altezza di 52 metri e il coronamento è lungo 616 metri. Il volume della diga è di 230.000 metri cubi.
Il lago creato dallo sbarramento, il lac de Salanfe, ha un volume massimo di 40 milioni di metri cubi, una lunghezza di 2 km e un'altitudine massima di 1925 m s.l.m. Lo sfioratore ha una capacità di 15 metri cubi al secondo.
Le acque del lago vengono sfruttate dall'azienda Salanfe SA di Vernayaz.

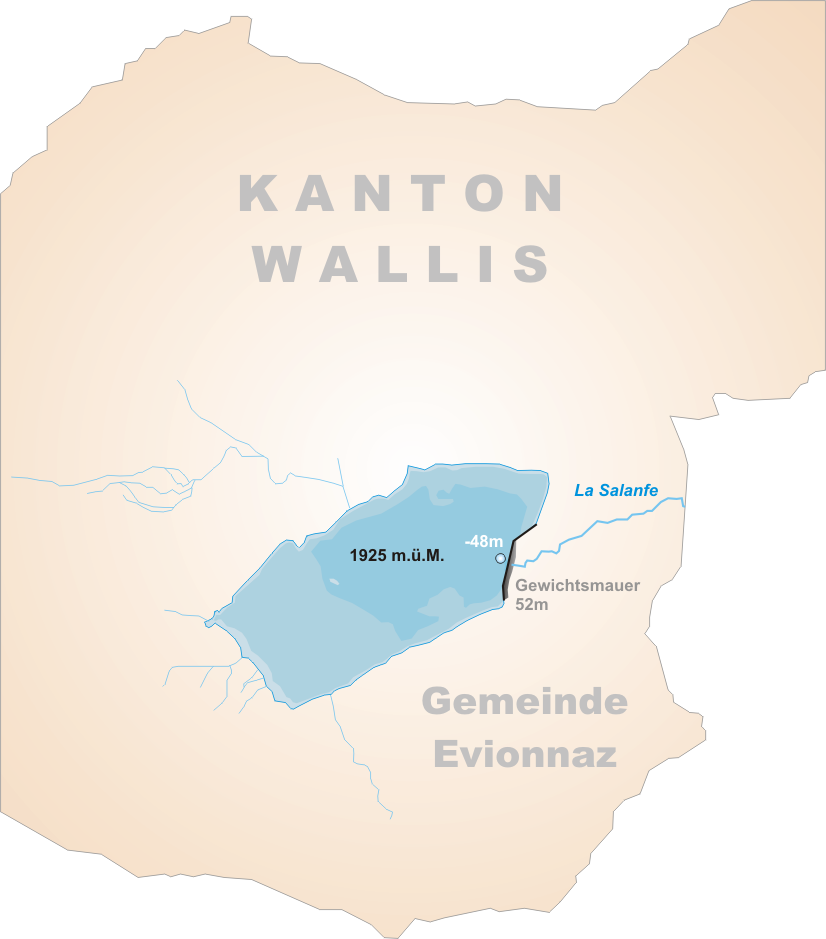
Mappa del lago